# Daniel Kolenič
Daniel Kolenič (* 13. února 1954) je bývalý slovenský fotbalista, záložník. Jeho bratrem je bývalý ligový fotbalista Ján Kolenič.

## Fotbalová kariéra
V československé lize hrál za Spartak Trnava. Nastoupil v 8 ligových utkáních. S Trnavou získal v roce 1973 ligový titul. V Poháru mistrů evropských zemí nastoupil v 1 utkání a v Poháru vítězů pohárů také v 1 utkání.

## Ligová bilance
| Ročník                                   | Zápasy | Góly | Klub           |
| ---------------------------------------- | ------ | ---- | -------------- |
| 1. československá fotbalová liga 1972/73 | 2      | 0    | Spartak Trnava |
| 1. československá fotbalová liga 1975/76 | 6      | 0    | Spartak Trnava |
| CELKEM                                   | 8      | 0    |                |